# Внутрішні води Закарпатської області

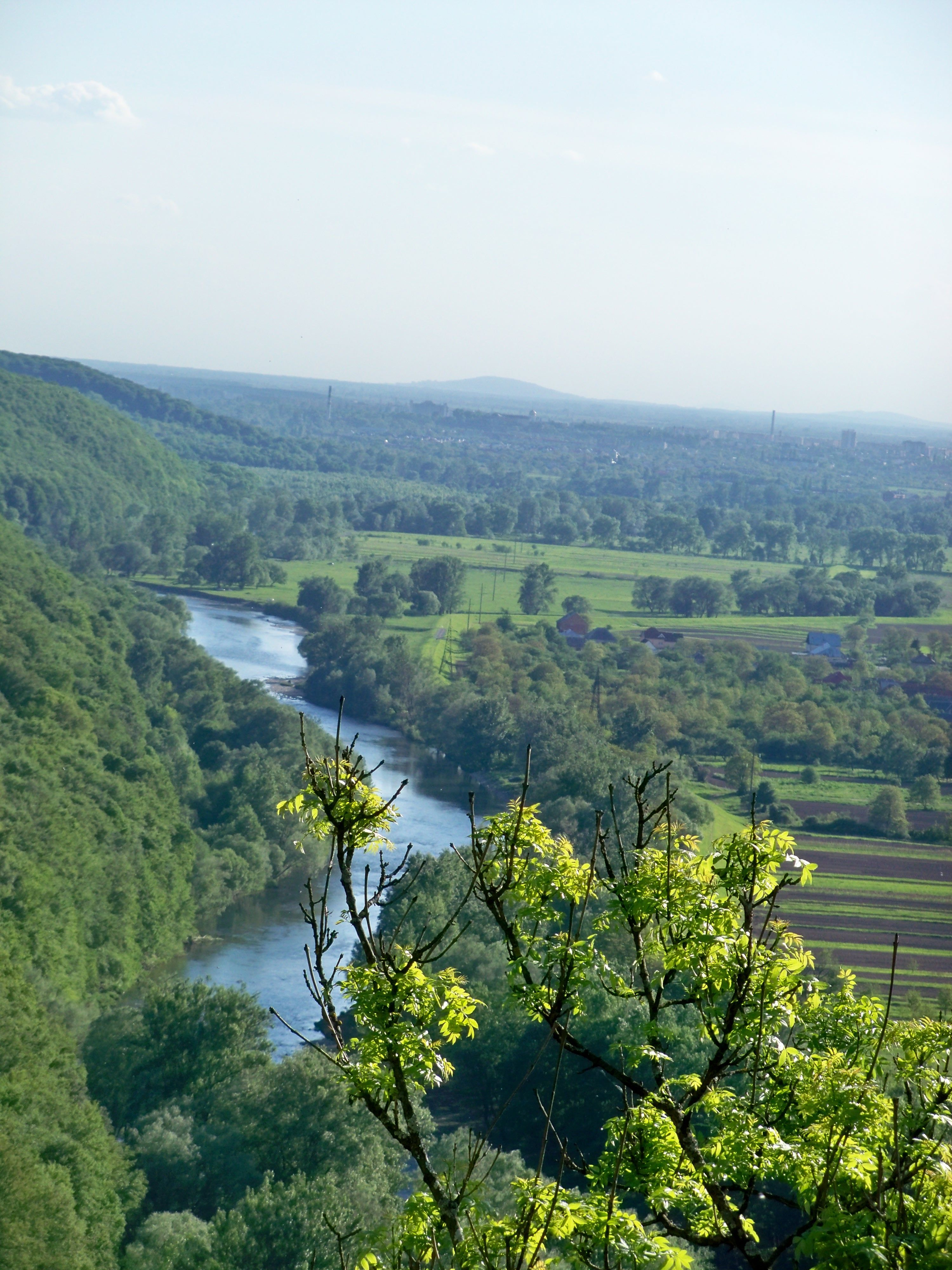
Доліна річки Уж

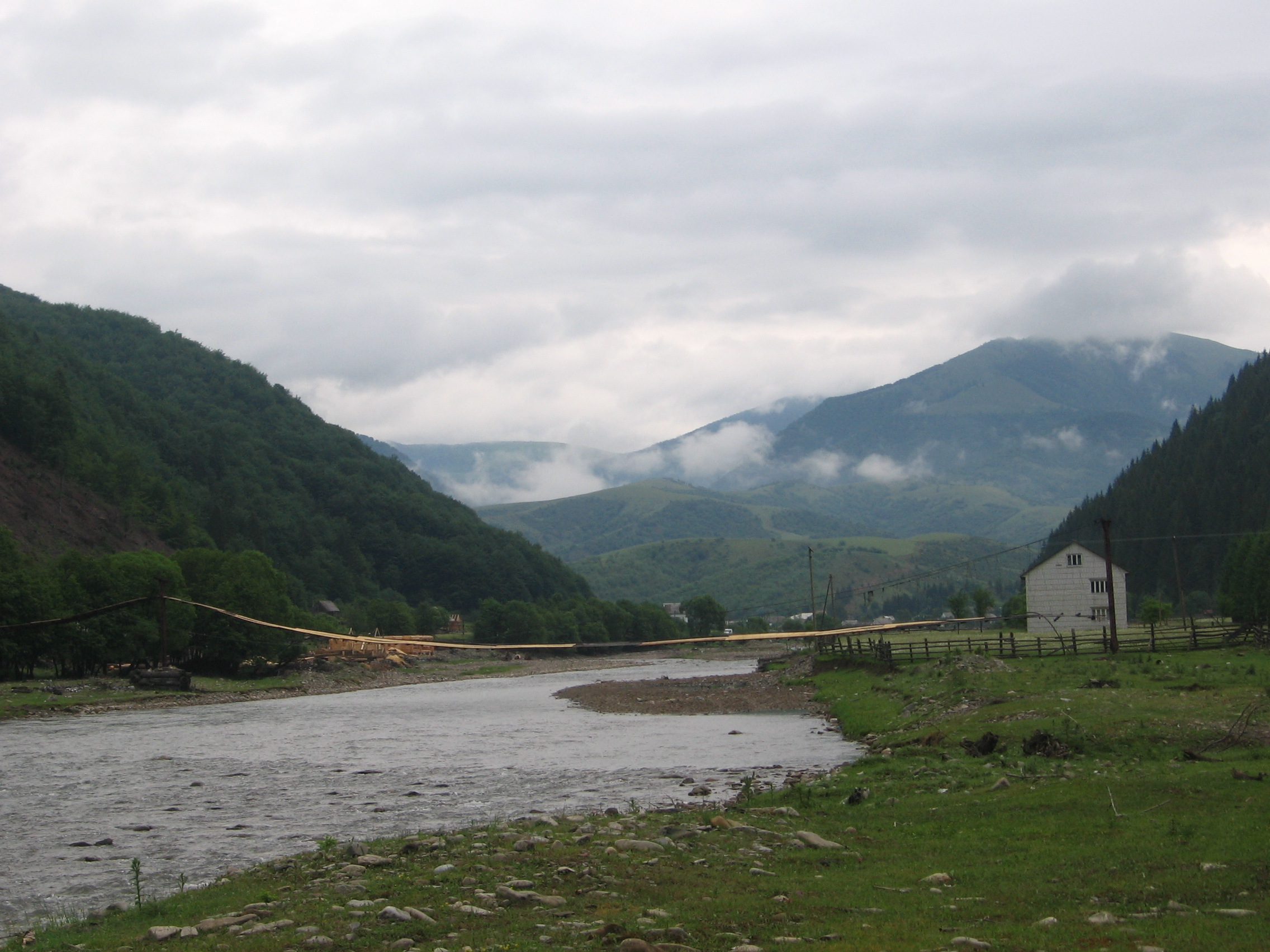
Річка Чорна Тиса

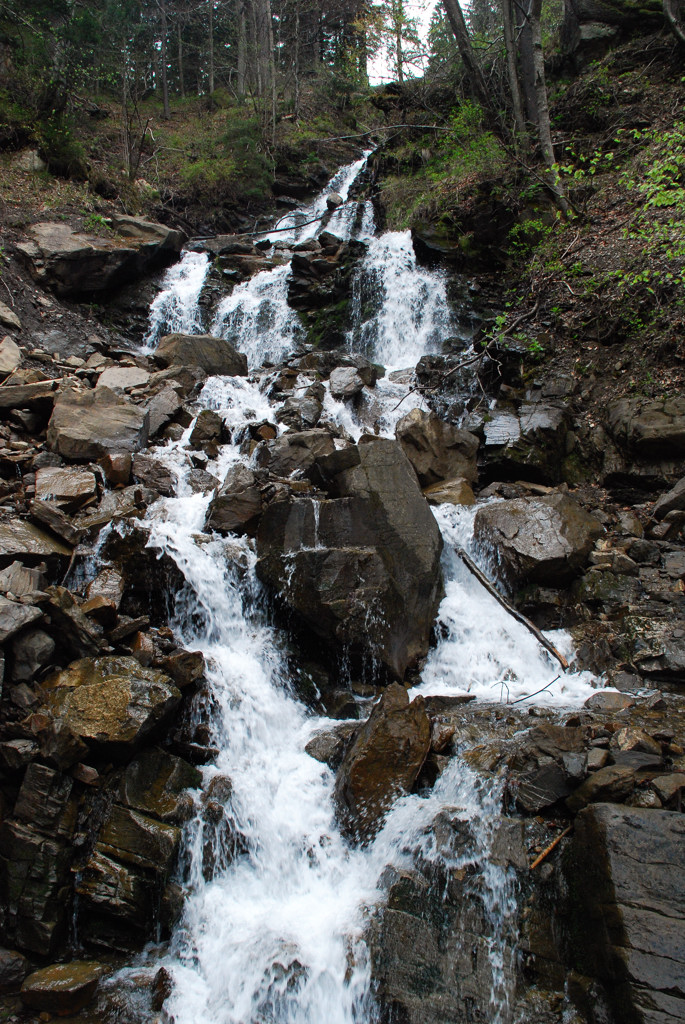
Водоспад Труфанець

Внутрішні води Закарпатської області — це сукупність усіх підземних та поверхневих вод, що знаходяться на території області. Їхні запаси переважно залежать від клімату та рельєфу території.

## Поверхневі води
До поверхневих вод Закарпаття відносять річки, озера, болота, ставки та водосховища. 
Найбільша серед них роль у річок. Всі річки області належать до басейну Тиси, головної та найдовшої річки області.Загалом на території області розташовані 9424 річки, завдяки цьому Закарпатська область має найбільшу річкову мережу серед усіх регіонів України. Також область лідирує за показником  водозабезпеченості на душу населення. Довжину понад 25 км мають 34 річки, а понад 100 км в межах України лише 4 (Тиса, Латориця, Уж, Боржава). Переважно всі річки мають нахил з північного-сходу на південний-захід. Гірські річки мають швидку течію. Річки області мають переважно дощове живлення з досить високою часткою снігового (взимку та навесні) та підземного живлення. Після танення снігу та великих злив відбувається підняття рівня, що інколи перетворюється на  повені та паводки. Катастрофічними вони були у листопаді 1998 та у березні 2001 року. Востаннє значні повені та паводки сталися на Закарпатті у липні 2008 року. Річки області володіють великими гідроресурсами.  
На території Закарпаття розташовані 137 озер. Вони мають різне походження улоговин. Найбільше серед них озер з льодовиковим походженням улоговини. Вони розташовані високо у Карпатах, в улоговинах, що залишились після проходження льодовиків, саме тому мають невелику глибину. Найбільшими серед них є Апшинецьке, Ворожеське та Бребенескул, зокрема останнє розташоване на висоті 1801 м над рівнем моря та є найвисокогірнішим в Україні. До озер вулканічного походження Закарпаття відносять Синє, Липовецьке та Ворочівське. Найвідомішим озером загатного походження в області є Синевир. Воно є найбільшим в Українських Карпатах, його площа становить 7 га. Озеро є популярним туристичним об'єктом Закарпаття.
Ставків, водосховищ та каналів на території області небагато. Водосховищ - 9. Найбільшим серед них є  Вільшанське водосховище на р. Теребля біля с.Вільшани, з якого вода подається водоводом (3,6 км) через Бовцарський хребет у р. Ріка (притока Тиси) для роботи турбін Теребле-Ріцької ГЕС. 
На території Закарпатської області налічується 584 ставки, загальною площею 1617 га, об’ємом 22,0 млн. м³.
Переважно у ставках займаються розведенням риб.
Болота на Закарпатті займають невелику площу. Вони є переважно високогірними.

## Підземні води
За запасами підземних вод Закарпатська область вважається найбагатшою областю України. На Закарпатті їх відомо 360 джерел. Вони мають великі лікувальні властивості. Найбільш поширені серед них вуглекислі, залізисті, миш'яковисті, сульфідні та йодно-бромні. На основі цих вод на території оласті збудовані лікувальні санаторії. Окремі з джерел цих вод розливаються.
Закарпаття володіє досить значними запасами термальних вод. Їхні джерела розташовані приблизно на лінії Ужгород—Берегово. Всього їх нараховують близько 50. Найбільшими серед них є Берегівське, Косинське, Ужгородське та інші. Їхні властивості з лікувальною метою застосовують у окремих санаторіях та курортах Закарпаття. Потенційно їх можна використовувати для опалення будинків та виробництва електроенергії. 